# 美國兵役登記
美國目前仍然實行兵役登記制度，兵役登記由美國兵役登記系统（Selective Service System）負責。兵役登記局係美國聯邦政府下轄的一個獨立機構，兵役登記制度旨在掌握美國國內可服兵役的人員總數及相關信息。理論上說，所有年齡在18-25歲之間的美國男性公民和無公民資格的男性移民都要在滿18歲後30天內進行兵役登記。如果他們兵役登記卡上的信息有變（比如地址），需要在10天內告知兵役登記局。根據2010年的估計，美國全國的兵役登記率大約是92%，有超過162萬人進行了兵役登記，上報了他們的姓名和地址。然而，1982年對兵役登記中的地址信息進行的唯一一次覈查顯示，將最優先被徵集的登記者中，有20-40%已經從登記地址搬走，距離可徵年齡上限還有一年不到的的適合服役登記者中，有75%的人登記形同無效。兵役登記與包括學生貸款、佩爾助學金（Pell Grant）、工作培訓、聯邦僱員招聘、歸化、聯邦學生金融援助（Federal Student Financial Aid, FAFSA）等聯邦福利和項目直接掛鉤。美國兵役登記的相關規定可以在32號聯邦法令1600-1699款（第16章）（32 C.F.R. 1600–1699 (Chapter XVI)）中查閱到。

## 歷史

兵役登記局的正式徽章

美國兵役登記制度始於一戰中的1917年，美國向德意志帝國宣戰之後。根據美國國會1917年5月18日通過的1917年兵役登記法案（40 Stat. 76），21-30歲之間的男性都必須進行兵役登記，並服役12個月。1917年11月中旬，啓用了新的五級分類方法。第一級的役男會最先徵集。1918年8月，年齡上限提高到45歲。1920年，強制兵役取消。
1940年9月，美國國會通過了1940年兵役、軍事訓練登記法案（Selective Training and Service Act of 1940），是美國首次在和平時期徵兵。該法案要求18-64歲的男性進行兵役登記，並要求21-35歲的男性服役12個月。1941年，兵役延長到18個月。隨後，年齡限制又放寬到18至37歲之間。1942年，隨美國在1941年12月對納粹德國和日本宣戰，兵役延長到戰爭結束加六個月預備役服役。1947年，1940年的法案廢除，兵役登記亦停止。
1948年6月，美國國會通過了新的兵役登記法案，確立了與服役獨立的兵役登記系統，是如今的兵役登記制度基礎。根據該法案，18歲以上的男性都要進行兵役登記。19-26歲的男性需要服役21個月，加上另外12個月的現役或36個月的預備役。學生或參加全日制訓練的學員可以申請兵役延期，直到他們畢業。1963年，約翰·肯尼迪免除了19-26歲之間的已婚男性的兵役。但林登·约翰逊在1965年停止了無子女的已婚男性的兵役豁免。1967年，徵兵年齡擴大到18-35歲。學生仍然能得到兵役延期，但在他們拿到學士學位或滿24歲後就必須要服兵役。
1969年，理查德·尼克松簽署命令，建立基於抽籤的兵役系統。1973年，時任美國國防部長梅尔文·莱尔德宣佈美國開始實行全志願兵制。1975年，美國總統杰拉德·福特取消兵役登記制度。
1980年，因蘇聯入侵阿富汗，吉米·卡特恢復兵役登記制度。因此，1940年後，只有1957年3月29日-1959年12月31日之間出生者免去了兵役登記。
2016年2月10日和2016年6月9日，眾議院和參議院分別收到了兩份議案，要求廢除兵役登記制度，但均未獲通過。

## 對不登記者的懲罰
根據1980年的立法，故意不登記者會面臨至多五年的監禁或者5萬美金的罰款。罰款數額後來提高到了25萬美金。儘管如此，1980-1986年間，只有20人因此被起訴，其中還有19人是自願承認自己故意沒有登記。因爲該罪的要件之一是「故意」不登記，實際上很難證明不登記者是故意的並對其起訴。於是，1988年，司法部和兵役局達成協議，實際上不再起訴任何未登記者。美國聯邦政府決定採取另外一種策略強制役男進行登記：即不登記者將無法獲得聯邦的一些福利，比如聯邦助學金、聯邦助學貸款，也不能被聯邦聘用，除非他們證明自己是無意間漏登記或無法登記，比如26歲後才入籍美國者。大部分州也規定，只有進行過兵役登記者才能申領駕照、進入州政府工作。27個州以及2個特區的機動車輛部都會按照聯邦規定自動對申請駕照、身份認證卡以及申報駕校課程的18-25歲之間的男性進行兵役登記。不過，有一些第三方的組織會爲沒有登記的學生提供替代援助，比如教育和培訓基金（Fund for Education and Training  (FEAT)）、未登記學生援助基金（Student Aid Fund for Non-registrants）。

## 外部連結
- 官方网站
- Selective Service System （页面存档备份，存于） in the Federal Register
- .   [2017-01-31]. （原始内容存档于1997-07-02）.